# Ferdinand Kramer

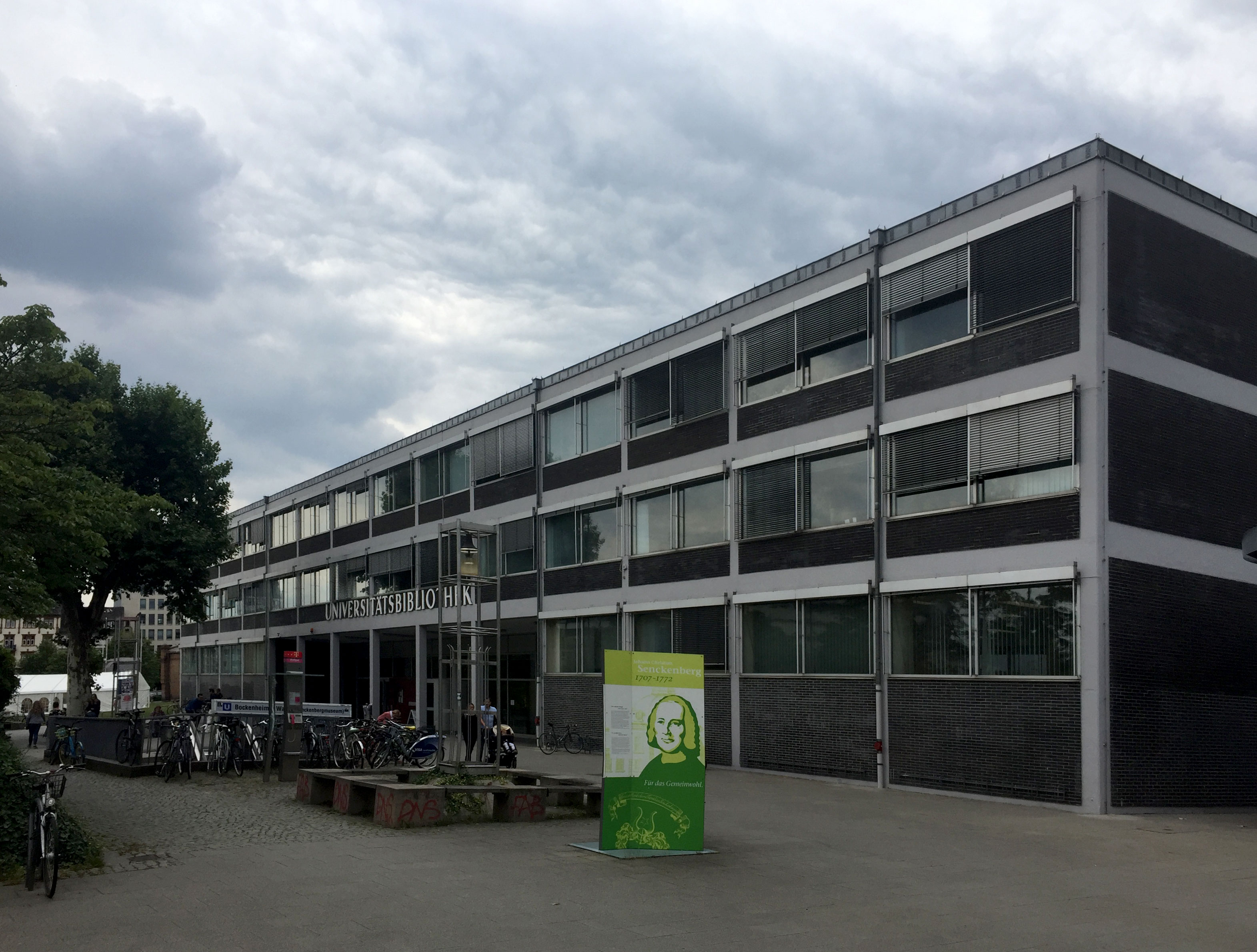
Biblioteca central de la Universitätsbibliothek Johann Christian Senckenberg, Fráncfort del Meno (1965)

Ferdinand Kramer (Fráncfort del Meno, 22 de enero de 1898-ibidem, 4 de noviembre de 1985) fue un arquitecto y diseñador alemán, de estilo racionalista.

## Trayectoria
Estudió en la Universidad Técnica de Múnich, donde fue discípulo de Theodor Fischer. Se tituló en 1922. Entre 1925 y 1930 trabajó en la Oficina de construcción de Fráncfort, donde dirigió la construcción de los Plattenhäuser (casas de placas prefabricadas) de la urbanización Praunheim (1927-1929).
En 1927 participó en la urbanización Weißenhofsiedlung de Stuttgart, una exposición organizada por el Deutscher Werkbund con el objetivo de promover la vivienda de bajo coste, supervisada por Ludwig Mies van der Rohe y en la que participaron diversos arquitectos alemanes junto a otros de otros países, como Le Corbusier, Pierre Jeanneret, Josef Frank, J.J.P. Oud, Mart Stam y Victor Bourgeois. Se construyeron treinta y una viviendas, diseñadas bajo unas premisas de unidad visual basadas en paredes de revoco blanco, formas rectangulares, cubiertas planas y bandas horizontales de ventanas.
Al año siguiente inició la construcción del asilo de ancianos Henry y Emma Budge en Fráncfort, junto a Mart Stam y Werner Max Moser, finalizado en 1930. Entre 1929 y 1930 realizó las pasarelas exteriores de la urbanización Westhausen. Además de sus proyectos arquitectónicos diseñó diversos muebles, como la silla Kramer producida en serie por la empresa Thonet, o un horno que fue muy utilizado en las nuevas urbanizaciones (siedlungen) de Fráncfort.
Huyendo del nazismo, en 1938 emigró a Estados Unidos, donde trabajó como arquitecto de interiores en Nueva York. De vuelta a su país tras la Segunda Guerra Mundial, entre 1952 y 1964 fue profesor en la Universidad Johann Wolfgang Goethe. En esos años construyó diversos edificios universitarios en Fráncfort, como la Facultad de Filosofía (1959-1960) y el restaurante universitario (1962-1963), en colaboración con Walter Dunkl.